# Raúl Castro

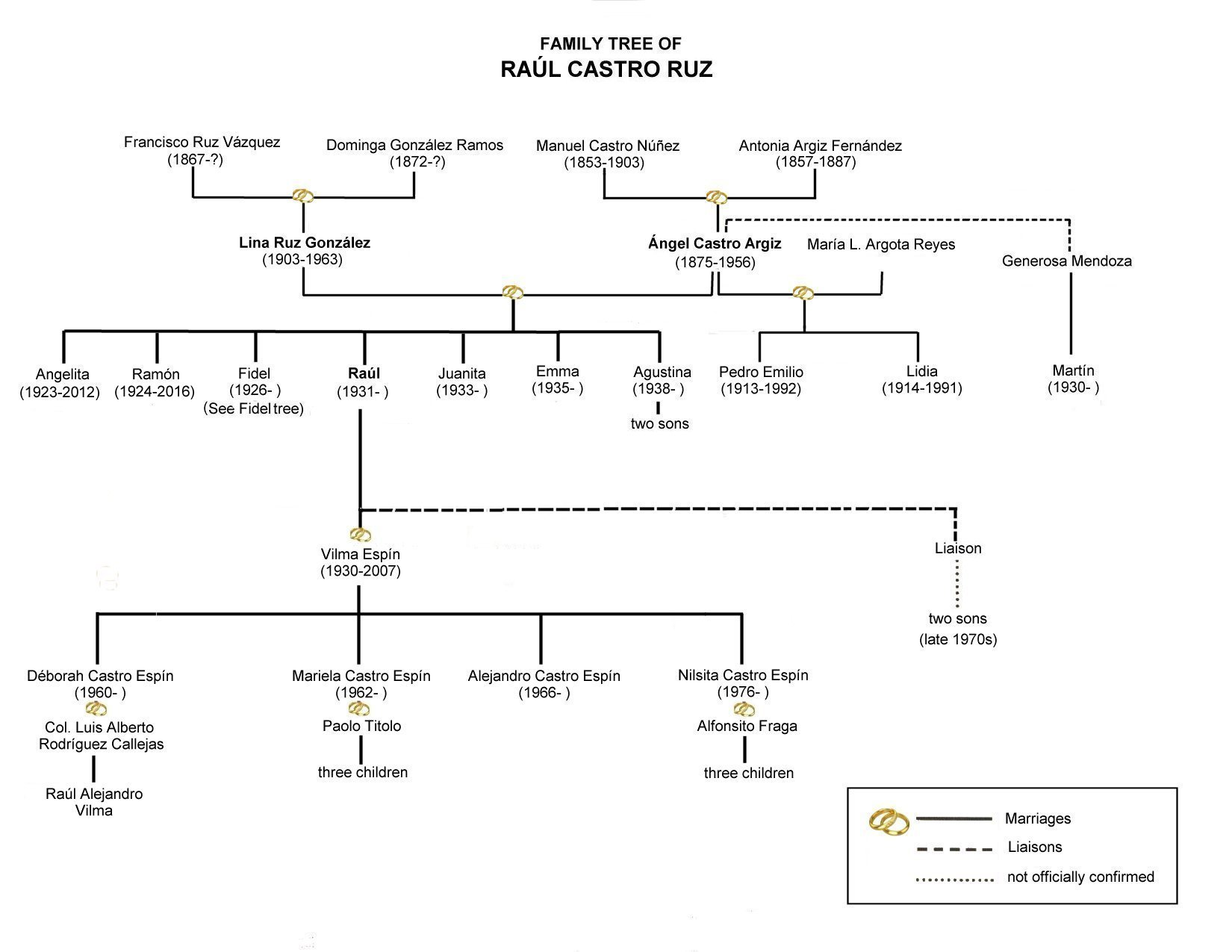
Rodinný strom Raúla Castra Ruze

Raúl Castro Ruz (* 3. června 1931, Birán, Kuba) je kubánský politik, který působil jako první tajemník Komunistické strany Kuby.
Castro byl vždy členem politbyra Komunistické strany Kuby, nejvyššího rozhodovacího orgánu od roku 1975. V letech 1959 až 2008 sloužil jako ministr ozbrojených sil. Jeho ministerské působení z něj učinilo nejdéle sloužícího ministra ozbrojených sil. Kvůli nemoci svého bratra se Castro stal úřadujícím předsedou Státní rady dočasným převodem moci od 31. července 2006.
Castro byl oficiálně jmenován předsedou Státní rady (a tedy de facto prezidentem) Národním shromážděním dne 24. února 2008 poté, co jeho bratr, který byl stále nemocný, oznámil dne 19. února 2008, že už se znovu neujme funkce. Z tohoto úřadu se také stal předsedou Rady ministrů. Dne 24. února 2013 byl znovuzvolen. Krátce nato Castro oznámil, že jeho druhé funkční období bude jeho posledním funkčním obdobím a že nebude usilovat o znovuzvolení v roce 2018. 19. dubna 2018 odstoupil z prezidentské funkce poté, co byl jeho nástupce Miguel Díaz-Canel zvolen Národním shromážděním po parlamentních volbách.
Castro zůstal prvním tajemníkem komunistické strany do dubna 2021, kdy na osmém kongresu Komunistické strany Kuby odstoupil a jeho nástupcem byl zvolen Miguel Díaz-Canel. Stále je ale šéfem pro ústavní reformy a má v Národním shromáždění křeslo zastupující obec Segundo Frente provincie Santiago de Cuba. Jako první tajemník komunistické strany byl stále považován za de facto vůdce země a udržoval si dohled nad kubánským prezidentem.

## Politická kariéra
V čele Kuby stanul po Fidelově onemocnění v r. 2006. Na rozdíl od bratra si nepotrpí na veřejná vystoupení a dlouhé projevy a za jeho působení nedošlo k tak masivnímu zatýkání. Na podzim 2007 vyhlásil parlamentní volby, ve kterých se počet kandidátů rovnal počtu křesel. Plnohodnotným předsedou Státní rady se stal 24. února 2008.
Obecně je považován za radikálnějšího než jeho bratr Fidel, ale místo reforem vyhlášených na sjezdu Komunistické strany Kuby v dubnu 2011, se Kuba postupně otvírá zahraničnímu kapitálu, pravděpodobně vzhledem k hospodářským potížím.
V únoru 2013 kubánský parlament Raúla Castra potvrdil v čele Státní rady. „Jasně taky říkám, že toto je moje poslední funkční období v čele země,“ uvedl už v té době Castro. Funkční období (prodloužené, údajně kvůli následkům hurikánu Irma z původního 24. února na 19. dubna) mu vypršelo v roce 2018 (ve věku 87 let). Naplánoval taky ústavní změny (omezení počtu funkčních období, věkový limit pro některé politické úřady). Zároveň však oznámil, že předsedou strany zůstane až do roku 2021.
Raúl Castro zároveň odmítl, že by na Kubě končil socialismus. Zdůraznil, že byl zvolen proto, aby socialismus bránil, prosazoval a zdokonaloval, ne ho ničil. „Nestal jsem se prezidentem, abych na Kubě zavedl kapitalismus, nebo abych ukončil revoluci. Budu bránit, udržovat a vylepšovat socialismus,“ řekl.
Castro 21. prosince 2017 oznámil, že koncem dubna 2018 z prezidentské funkce rezignuje.
Dne 16. dubna 2021 oznámil rezignaci z pozice prvního tajemníka Komunistické strany Kuby a navrhl za svého nástupce současného prezidenta Miguela Díaze-Canela, který pak byl o tři dny později skutečně zvolen.

## Osobní život
Raúl Castro pochází ze sedmi sourozenců, kromě Fidela měl ještě bratra Ramóna (1924–2016) a čtyři sestry. Jednou z nich je Juanita Castro, která byla zpočátku také stoupenkyní kubánské revoluce, další vývoj v zemi ji však přiměl změnit názor a v 60. letech se stala agentkou zpravodajské služby CIA.
Castrovou ženou byla Vilma Espín († 18. 6. 2007), dcera bohatého lihovarníka rumu. Vzali se 26. ledna 1959. Měli spolu čtyři děti – dcery Déborah, Marielu a Nilsu a syna Alejandra. Mariela pracuje jako ředitelka Národního centra pro sexuální výchovu na Kubě, kde organizuje také kampaně za ochranu práv homosexuálů.

## Vyznamenání

### Kubánská vyznamenání
- Hrdina Kuby – 27. února 1998[13]
- Řád Playa Girón – 27. února 1998

### Zahraniční vyznamenání
- Řád Bílého lva I. třídy – Československo, 13. července 1960
- Řád grunwaldského kříže I. třídy – Polsko, 20. března 1965
- Pamětní medaile 100. výročí narození Vladimira Iljiče Lenina – Sovětský svaz, 1970
- Leninův řád – Sovětský svaz, 1979
- Řád Říjnové revoluce – Sovětský svaz, 2. června 1981 – za velký přínos k rozvoji a posílení přátelských vztahů mezi ozbrojenými silami SSSR a revolučními ozbrojenými silami Kubánské republiky a v souvislosti s 50. narozeninami[14]
- Řád přátelství – Rusko, 19. července 2001 – za velký přínos k rozvoji a posílení rusko-kubánských přátelských vztahů[15]
- velkokříž s řetězem Řádu osvoboditele – Venezuela, 2008
- velkokříž Národního řádu Mali – Mali, 2009[16]
- Řád knížete Jaroslava Moudrého I. třídy – 26. března 2010 – za významný osobní přínos k rozvoji ukrajinsko-kubánské spolupráce[17]
- řetěz Řádu palestinské hvězdy – Palestina, 2018
- Řád zlaté hvězdy – Vietnam, 2018[18]
- Řád Agostinha Neta – Angola[19]